# Мотикальська сільська рада
52°11′55″ пн. ш. 23°31′42″ сх. д. / 52.198559° пн. ш. 23.528252° сх. д.
Мотика́льська сільська́ ра́да (біл. Матыка́льскі сельсавет) — адміністративно-територіальна одиниця у складі Берестейського району, Берестейської області Білорусі. Адміністративний центр сільської ради — агромістечко Великі Мотикали.

## Розташування
Мотикальська сільська рада розташована на крайньому південному заході Білорусі, на заході Берестейської області, на північний захід від обласного та районного центру Берестя. На заході вона межує із Кам'янецьким районом, на півночі — із Лищицькою сільською радою, на сході — із Чорнавчицькою сільською радою, на півдні — із містом Берестя та Клейниківською сільською радою, а на південному заході — із Люблінським воєводством (Польща).
Найбільша річка, яка протікає територією сільради — Західний Буг із своєю правою притокою Лісною (85 км) (басейн Вісли). Великих озер на території сільради немає. Уздовж річок Західного Бугу та Лісної розташовано ряд невеличких озер старичного типу.

## Склад
До складу Мотикальської сільської ради входить 19 населених пунктів, із них: 1 агромістечко, 17 сіл та 1 хутір.
| Населений пункт | Тип          | Населення, осіб (2009) | Координати                                                            |
| --------------- | ------------ | ---------------------- | --------------------------------------------------------------------- |
| Великі Мотикали | агромістечко | 2378                   | 52°11′54″ пн. ш. 23°34′50″ сх. д. / 52.19833° пн. ш. 23.58056° сх. д. |
| Бобровці        | село         | 52                     | 52°9′20″ пн. ш. 23°39′4″ сх. д. / 52.15556° пн. ш. 23.65111° сх. д.   |
| Велика Раковиця | село         | 48                     | 52°12′50″ пн. ш. 23°30′38″ сх. д. / 52.21389° пн. ш. 23.51056° сх. д. |
| Вільямовичі     | село         | 496                    | 52°13′19″ пн. ш. 23°25′55″ сх. д. / 52.22194° пн. ш. 23.43194° сх. д. |
| Галачеве        | село         | 30                     | 52°11′12″ пн. ш. 23°28′3″ сх. д. / 52.18667° пн. ш. 23.46750° сх. д.  |
| Запілля         | село         | 16                     | 52°13′36″ пн. ш. 23°35′52″ сх. д. / 52.22667° пн. ш. 23.59778° сх. д. |
| Зборомирове     | село         | 6                      | 52°13′19″ пн. ш. 23°36′52″ сх. д. / 52.22194° пн. ш. 23.61444° сх. д. |
| Ковердяки       | село         | 1273                   | 52°10′29″ пн. ш. 23°39′51″ сх. д. / 52.17472° пн. ш. 23.66417° сх. д. |
| Мала Раковиця   | село         | 13                     | 52°12′40″ пн. ш. 23°31′17″ сх. д. / 52.21111° пн. ш. 23.52139° сх. д. |
| Малі Мотикали   | село         | 69                     | 52°11′54″ пн. ш. 23°36′23″ сх. д. / 52.19833° пн. ш. 23.60639° сх. д. |
| Мотикали        | хутір        | 100                    | 52°13′5″ пн. ш. 23°34′41″ сх. д. / 52.21806° пн. ш. 23.57806° сх. д.  |
| Нехолсти        | село         | 154                    | 52°12′31″ пн. ш. 23°32′57″ сх. д. / 52.20861° пн. ш. 23.54917° сх. д. |
| Скоки           | село         | 945                    | 52°9′21″ пн. ш. 23°37′45″ сх. д. / 52.15583° пн. ш. 23.62917° сх. д.  |
| Ставище         | село         | 34                     | 52°11′16″ пн. ш. 23°40′14″ сх. д. / 52.18778° пн. ш. 23.67056° сх. д. |
| Старе Село      | село         | 326                    | 52°9′27″ пн. ш. 23°38′49″ сх. д. / 52.15750° пн. ш. 23.64694° сх. д.  |
| Сичі            | село         | 43                     | 52°12′57″ пн. ш. 23°28′3″ сх. д. / 52.21583° пн. ш. 23.46750° сх. д.  |
| Тюхиничі        | село         | 482                    | 52°9′45″ пн. ш. 23°40′5″ сх. д. / 52.16250° пн. ш. 23.66806° сх. д.   |
| Чижевичі        | село         | 82                     | 52°12′1″ пн. ш. 23°25′6″ сх. д. / 52.20028° пн. ш. 23.41833° сх. д.   |
| Чилеєве         | село         | 21                     | 52°11′47″ пн. ш. 23°30′10″ сх. д. / 52.19639° пн. ш. 23.50278° сх. д. |

## Населення
За переписом населення Білорусі 2009 року чисельність населення сільської ради становило 6568 осіб.

### Національність
Розподіл населення за рідною національністю за даними перепису 2009 року:
| Національність                | Осіб | Відсоток |
| ----------------------------- | ---- | -------- |
| білоруси                      | 5434 | 82,73 %  |
| росіяни                       | 600  | 9,14 %   |
| українці                      | 401  | 6,11 %   |
| поляки                        | 56   | 0,85 %   |
| національність не вказана     | 17   | 0,26 %   |
| вірмени                       | 15   | 0,23 %   |
| німці                         | 12   | 0,18 %   |
| татари                        | 9    | 0,14 %   |
| молдовани                     | 6    | 0,09 %   |
| литовці                       | 4    | 0,06 %   |
| естонці                       | 3    | 0,05 %   |
| національність не повідомлена | 3    | 0,05 %   |
| азербайджанці                 | 2    | 0,03 %   |
| дві та більше національності  | 2    | 0,03 %   |
| євреї                         | 1    | 0,02 %   |
| латиші                        | 1    | 0,02 %   |
| таджики                       | 1    | 0,02 %   |
| удмурти                       | 1    | 0,02 %   |
| Разом                         | 6568 | 100 %    |